# Petr II. Andělův de Ponte Corvo
Petr II. de Pontecorvo, zvaný Bradavice, († 7. června 1316 Praha) byl 19. olomouckým biskupem (od znovuobsazení stolce roku 1063) v letech 1311 až 1316.

## Životopis
Pocházel z italské rodiny usedlé v Praze. Jeho otec se po ovdovění stal knězem a vyšehradským kanovníkem. Petr byl vzdělaný muž, který se těšil přízni krále Václava II. Postupně se stal osminásobným kanovníkem a v roce 1296 se stal historicky prvním proboštem brněnské kolegiátní kapituly. V lednu 1306 se pak stal proboštem vyšehradské kapituly. Olomouckým biskupem byl zvolen v roce 1311 a biskupské svěcení přijal 13. července 1312. Téhož roku svolal diecézní synodu do Kroměříže. V diecézi se však moc nezdržoval, protože si ponechal výnosné místo vyšehradského probošta, s nímž byla spojena funkce kancléře Království českého. Biskup Petr II. zemřel 7. června 1316 v Praze a byl pochován v katedrále svatého Víta.